# Paolo Stella
Paolo Stella (Milano, 12 marzo 1978) è un attore e scrittore italiano.

## Biografia
Cresciuto a Forlì, tra il 1993 e il 1997 frequenta un corso di teatro, e in seguito partecipa a un seminario sul metodo Strasberg e alcuni laboratori tenuti da Francesca De Sapio.
Nel 2002 acquista una certa popolarità presso i teenager con la partecipazione alla seconda edizione del programma Amici di Maria De Filippi. Successivamente abbandona gli studi di architettura, facoltà a cui si era iscritto dopo il conseguimento della maturità scientifica, per dedicarsi alla recitazione.
Dopo una piccola partecipazione al serial televisivo Incantesimo 7 trasmesso dalla Rai, tra il 2006 e il 2008 è uno degli interpreti principali delle miniserie tv trasmesse da Mediaset, Un ciclone in famiglia 2, 3 e 4, regia di Carlo Vanzina, in cui ha il ruolo di Antonio Esposito.
Nel 2007 con la miniserie Donna detective, regia di Cinzia TH Torrini, interpreta il ruolo di Salvatore Rizzo. Nello stesso anno appare sugli schermi cinematografici con i film: Last Minute Marocco, regia di Francesco Falaschi, e La terza madre, regia di Dario Argento, presentato in anteprima  alla seconda edizione della Festa del Cinema di Roma. Inoltre gira Penso che un sogno così, diretto da Marco De Luca. Il film, dopo esser stato presentato a Hollywood, arriva nelle sale romane nel 2010.
A partire dal 2011 diventa molto attivo sul web con il suo blog personale Ohmyblog, che lo porta a stringere collaborazioni con diversi editori e marchi del mondo della moda. Successivamente diventa web editor per Elle. A partire da fine 2014 collabora con il magazine online Lampoon.
Nel 2018 esce il suo primo romanzo, Meet Me alla boa. Nel 2020 pubblica un secondo libro: Per caso (tanto il caso non esiste). Nel 2022 pubblica il suo terzo libro, La luna piena delle fragole, mentre nel 2023, in collaborazione con l'amico Paolo Borzacchiello, scrive il libro Colleziona attimi di altissimo splendore.

## Opere
- Meet me alla boa  (romanzo) Mondadori (2018)
- Per caso (tanto il caso non esiste)  (romanzo) Mondadori (2020)
- La luna piena delle fragole (romanzo-mito)  De Agostini (2022)
- Colleziona attimi di altissimo splendore (romanzo) Mondadori (2023)

## Teatro
- Masqueraid  di Francesca De Sapio (2004)
- Piazzato bianco, scritto e diretto da Francesca Staash (2004)
- La porta sbagliata di Natalia Ginzburg, regia di Ugo Gregoretti (2005) - Teatro dell'Orologio - Roma

## Filmografia

### Cinema

#### Cortometraggi
- Der Golem, regia di Timoty Aliprandi (2004)
- Tramonto, regia di Nunzio Bertolami (2005)
- Il ragazzo di Carla , regia di Manuela Rossi (2007)

#### Lungometraggi
- Last Minute Marocco, regia di Francesco Falaschi (2007)
- La terza madre, regia di Dario Argento (2007)
- Penso che un sogno così, regia di Marco De Luca (2008)
- Azzurrina, regia di Giacomo Franciosa (2023)

### Televisione
- Incantesimo, regia di Alessandro Cane e Tomaso Sherman - serial TV (2005)
- Un ciclone in famiglia – serie TV (2006-2008)
- Donna detective – serie TV (2007-2010)

### Spot pubblicitari
- Nokia (2005)
- Vodafone (2007)